# Hervé Morin
Pour les articles homonymes, voir Morin.
Ne doit pas être confondu avec Hervé Maurey.
Hervé Morin, né le 17 août 1961 à Pont-Audemer (Eure), est un homme politique français.
Député pour la 3e circonscription de l'Eure de 1998 à 2007, il est ministre de la Défense des deux premiers gouvernements François Fillon (2007-2010). Président du parti Nouveau Centre puis Les Centristes, il est président du conseil régional de Normandie depuis 2016.

## Biographie

### Enfance, études et parcours professionnel
Son père, gaulliste, dirige une entreprise de maçonnerie en Normandie. Ses grands-pères sont tous deux agriculteurs et maires à tendance mendésiste.
Après avoir redoublé sa seconde et sa première, et avoir été renvoyé de l'internat du lycée public de Deauville, puis d'un lycée privé de Caen à deux mois du baccalauréat, il abandonne son désir de reprendre la ferme familiale auquel s'oppose son père, et se lance dans des études supérieures à l'université de Caen.
Hervé Morin est diplômé de l'IEP de Paris (promotion 1986, section Service Public), et obtient une maîtrise de droit public à Assas.
Il devient administrateur des services de l'Assemblée nationale (1987-1993 et 1998). Hervé Morin est chargé de cours à Paris Descartes de 1989 à 1995.
En parallèle de son mandat de député dont il a démissionné, il est avocat, mais n'ayant pas le temps d'exercer, s'est fait radier du Barreau.

### Carrière

#### Élu local puis national
Conseiller municipal d'Épaignes en 1989, il est élu au conseil général de l'Eure en 1992 pour le canton de Cormeilles.
Il devient maire d'Épaignes en 1995. Délégué au Sivom de Cormeilles, il préside à partir de 1995 la communauté de communes du canton de Cormeilles. En 2017, il est élu président de la Communauté de communes Lieuvin Pays d'Auge, née de la fusion des intercommunalités de Cormeilles, Thiberville et Vièvre-Lieuvin.
Élu au Sénat, Ladislas Poniatowski choisit Hervé Morin en 1998 pour lui succéder comme député dans la 3e circonscription de l'Eure. Il est élu, et prend la présidence du groupe Union pour la démocratie française (UDF) à l'Assemblée nationale de 2002 à 2007.
Militant de la réunification de la Normandie, il est président de l'Association pour la réunification de la Haute-Normandie et de la Basse-Normandie de 1999 à 2007, et est à l'origine du serment d'Épaignes prêté le 26 novembre 2006. Il réaffirme régulièrement son attachement à cette question.
Concerné par la nouvelle réglementation sur le cumul des mandats, il démissionne de son mandat de maire lorsqu’il est élu président de la Région Normandie, en 2016. Il reste néanmoins conseiller municipal.

#### Conseiller de François Léotard
En parallèle, il devient en 1993 conseiller technique chargé des relations avec le Parlement, des affaires domaniales et des questions d'environnement, au cabinet de François Léotard, ministre d'État et ministre de la Défense.
Chargé de mission auprès de François Léotard, député du Var et président de l'UDF entre 1995 et 1997, Hervé Morin devient secrétaire national puis vice-président exécutif de ce parti de 1999 à 2007. Délégué général de l'UDF, chargé du projet en 2000, il est porte-parole de la campagne présidentielle de François Bayrou en 2002.

#### Présidentielle et législatives de 2007
Lieutenant de François Bayrou, il s'implique fortement dans la campagne électorale du candidat centriste pour la présidentielle en 2007. Pourtant, à l'issue du premier tour, il s'oppose à la stratégie de troisième voie du président de l'UDF et appelle à voter pour Nicolas Sarkozy, entrainant avec lui les trois quarts des députés centristes.
En mai 2007, pour les élections législatives, Hervé Morin présente sous les couleurs du Parti social libéral européen des membres de sa famille ainsi que ses employés, ce qui suscite une polémique,. Pour Hervé Morin : « Tous les partis agissent de la même façon, il ne faut pas être naïf ni hypocrite. Il n'y a aucune combine. Il faut bien savoir que ce sont les législatives qui permettent aux partis politiques de subsister puisque l'État alloue 50 000 € par député et par an à chaque parti. Et chaque suffrage rapporte 1,63 € par candidat »… à la condition de présenter au moins 50 candidats. Parmi ses proches ainsi présentés figurent : son épouse, Catherine Broussot-Morin, avocate, dans la 3e circonscription des Hautes-Pyrénées, son neveu Julien Morin dans la 4e circonscription de la Seine-Maritime, son frère Philippe Morin dans la 11e circonscription du Pas-de-Calais, Micheline Morin comme suppléante dans la 2e circonscription de l'Ariège, son attaché de presse, ses secrétaires, sa collaboratrice chargée d'Internet ainsi que son chauffeur.
Seuls 43 candidats du PSLE ont dépassé la barre des 1 %, insuffisant pour obtenir le financement public du parti. Hervé Morin décide de s'affilier à un parti de Polynésie, le Fetia Api, bénéficiant d'une législation propre aux partis ultra-marins, un chèque-emploi permettant de toucher 45 000 € annuels pour chaque élu député. Avec 23 parlementaires affiliés, plus de 900 000 € seront perçus.

#### Formation du Nouveau Centre
Le 29 mai 2007, la création du parti, ainsi que son nom d'usage « Le Nouveau Centre », ont été officiellement rendus publics à l'occasion d'une conférence de presse et d'une tribune parue dans Le Monde du 30 mai. Du Parti social libéral européen reste la raison sociale mais le parti n'y fait plus référence.
Il contribue ainsi à la fondation d'un nouveau parti de centre-droit, le Nouveau Centre, dont il est élu président avec 87 % des voix, le 17 mai 2008, lors de son congrès fondateur à Nîmes. Il constitue ainsi le pôle centriste de la majorité présidentielle face au MoDem de François Bayrou.
Le 23 juin 2009, Hervé Morin présente, lors d'une conférence de presse, la Déclaration des droits fondamentaux numériques à la Fondation pour l'innovation politique.
Lors du deuxième congrès du Nouveau Centre, qui se déroule les 12 et 13 juin 2010 à Tours, il est réélu président du parti à 93,40 % des suffrages, face à Tayeb Touazi. Les commentateurs politiques le présentent alors comme possible candidat à l'élection présidentielle de 2012. Le 2 décembre 2012, lors du congrès de Valence, il est confirmé dans sa présidence du Nouveau Centre, avec 94,18 % des suffrages.
En 2012, sous l'impulsion de Jean-Louis Borloo, le Nouveau Centre et Hervé Morin intègrent le parti unificateur UDI.

#### Ministre de la Défense

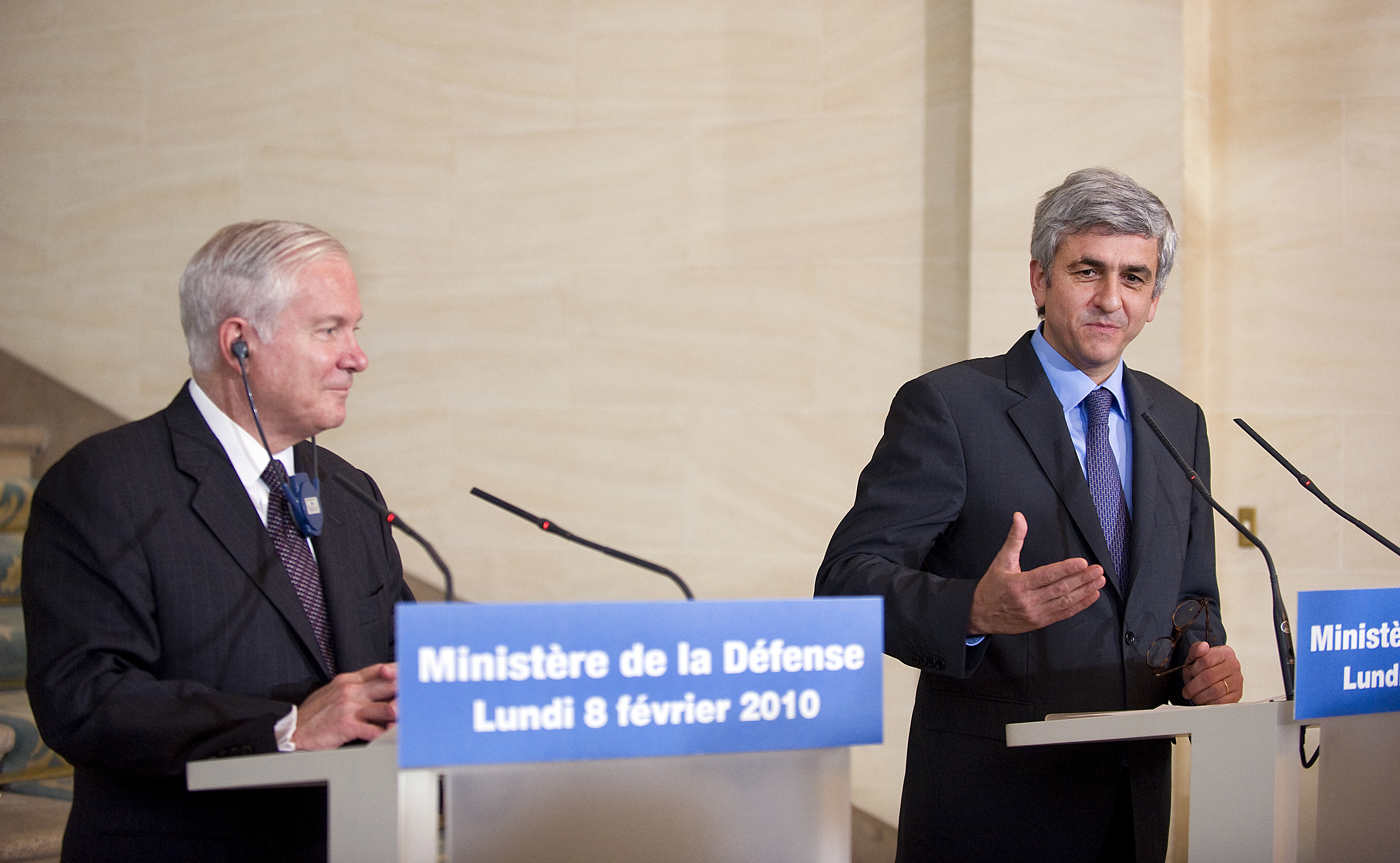
Hervé Morin avec Robert Gates, en 2010.

Le 18 mai 2007, il est nommé ministre de la Défense dans le gouvernement Fillon. Dans les câbles révélés par Wikileaks, les diplomates américains de l'ambassade à Paris se félicitent de sa nomination au ministère de la Défense : « Proche de l'ambassade, amical et direct, il assume son affection pour les États-Unis et est parmi les plus atlantistes des députés ». Réélu député de l'Eure au premier tour le 10 juin 2007 avec 50,05 % des voix, il démissionne aussitôt, étant reconduit le 19 juin 2007 dans le gouvernement Fillon II.
Son installation à l'hôtel de Brienne est difficile, Libération indiquant que « son manque de tenue, son ton gouailleur, son apparente désinvolture insupportent » les militaires plus habitués au style strict de sa prédécesseure, Michèle Alliot-Marie.
En décembre 2007, il lance le projet de groupement des trois états-majors dans un seul lieu, Balard. Celui-ci est inauguré en novembre 2015 par François Hollande.
À la suite de la publication du Livre blanc sur la défense et la sécurité nationale 2008, des officiers généraux et supérieurs des armées de terre, mer et air, via le « collectif Surcouf », publient dans Le Figaro du 19 juin 2008 une tribune critique envers les options retenues, annonciatrices d'après eux d'un « déclassement militaire »,.
Il engage un plan de réduction des effectifs de 50 000 postes. Il fait fermer les centres chargés de calculer les soldes et engage l'adoption du logiciel de gestion des paies Louvois en dépit « des risques de rupture de continuité de la fonction solde ». Hervé Morin et son successeur, Gérard Longuet, se renvoient la responsabilité de la décision.
Il fait voter la loi du 5 janvier 2010, dite « loi Morin », sur la reconnaissance des victimes des essais nucléaires français en Polynésie française et au Sahara algérien. Elle reconnaît de façon historique et officielle les dommages sanitaires causés par les expérimentations nucléaires. Cependant le premier décret d'application se révèle rapidement trop restrictif et le président de la République prend l'engagement début 2011 de publier un nouveau décret élargissant les zones géographiques et la liste des maladies éligibles. Il joue également un rôle, avec son homologue britannique Liam Fox, dans la négociation des traités de Londres le 2 novembre 2010 par Nicolas Sarkozy et le Premier ministre du Royaume-Uni David Cameron afin de renforcer la coopération franco-britannique dans le domaine de la défense.
Aux côtés de Nicolas Sarkozy, il défend en 2009 le retour de la France dans le commandement intégré de l'Otan. Il déclare à ce sujet : « Nous sommes le quatrième contributeur financier de l'Alliance et le quatrième contributeur en forces. Des généraux français ont commandé des opérations Otan, en Afghanistan en 2005 et au Kosovo en 2007. La vérité, c'est que, jusqu'à présent, nous étions des acteurs, importants certes, mais nous n'écrivions pas le scénario parce que nous n'avions pas de responsabilités au sein des structures de l'Otan. Le retour, dans le commandement, permettra de peser sur les grandes décisions stratégiques de l'Otan ».

#### Élection présidentielle de 2012

Logotype utilisé dans le cadre de sa campagne.

Le 27 novembre 2011, il annonce officiellement sa volonté d'être candidat à l'élection présidentielle de 2012. Alors qu'il est crédité de moins de 1 % des intentions de vote en janvier 2012, plusieurs cadres de son parti ne lui apportent pas leur soutien. Le 16 février 2012, il annonce qu'il retire sa candidature et soutiendra Nicolas Sarkozy.

#### UDI et lancement des Centristes
Fin juin 2014, il se déclare candidat à la présidence de l'UDI, à la suite de la démission de Jean-Louis Borloo. Il se qualifie pour le second tour mais est battu, à son issue, par Jean-Christophe Lagarde.
Début avril 2015, il prend position contre certaines dispositions du projet de loi relatif au renseignement, dont il juge « le champ d'application beaucoup trop large » car il « couvre la totalité de la vie de la collectivité nationale »,.
Il soutient Bruno Le Maire pour le premier tour de la primaire présidentielle des Républicains de 2016 puis François Fillon pour le second.
La semaine suivante, il annonce quitter l'UDI, prévoyant la convocation prochaine d'un congrès pour constituer une nouvelle formation politique de centre droit. Il renomme son parti (composante de l'UDI), le Nouveau Centre en Les Centristes, et pose des conditions quant à son maintien dans l'UDI. Fin 2017, la formation politique quitte l’UDI. Pour le congrès des Républicains de 2017, la presse rapporte qu’il a soutenu Laurent Wauquiez. Aux élections européennes de 2019, son mouvement politique fait alliance avec Les Républicains.

#### Président des Régions de France
Le 22 novembre 2017, il est élu président des Régions de France. À sa tête, il milite notamment pour donner plus de compétences aux Régions et plus globalement aux collectivités locales. Pour ce faire, avec Dominique Bussereau, Président de l'Association des départements de France et François Baroin, Président de l'Association des Maires de France, il porte la création de la plateforme Territoires Unis. Renaud Muselier lui succède à la tête des Régions de France le 6 novembre 2019.

#### Président du conseil régional de Normandie
Hervé Morin est partisan de la grande Normandie comme union de la Basse et de la Haute-Normandie. Il s'abstient cependant lors du vote du projet de loi sur la réduction du nombre de régions métropolitaines, qui prévoit notamment la fusion des deux régions normandes tandis que six des sept députés normands votant contre la fusion des régions appartiennent au groupe UMP,. Il aurait souhaité que Caen devienne capitale régionale avec une répartition des pouvoirs entre Caen, Rouen et Le Havre. Le gouvernement ayant choisi la métropole rouennaise comme chef-lieu de région, il souhaite alors que Caen devienne le siège du conseil régional.
Il se présente comme tête de liste aux élections régionales de 2015 dans cette même région. La liste d'union de la droite qu'il conduit l'emporte de justesse au second tour, avec 36,4 % des voix, face à la liste de gauche (36,1 %) et la liste FN (27,5 %). Il est élu président du tout nouveau conseil régional de Normandie le 4 janvier 2016.
S'étant engagé lors de la campagne des élections régionales à démissionner de l'Assemblée nationale s'il était vainqueur, il se maintient néanmoins à son poste jusqu'en juillet 2016 pour bénéficier de l'article LO178 du code électoral et ainsi éviter une législative partielle pouvant faire entrer un opposant politique à l'Assemblée.
Le 28 juin 2016, Hervé Morin est nommé membre du conseil d’administration de la Banque publique d'investissement en remplacement de Jean-Paul Huchon.
Au premier tour des élections régionales de 2021 en Normandie, les listes conduites par Hervé Morin arrivent en tête avec 36,9 % des suffrages exprimés. Au second tour, elles l’emportent avec 44,3 %, devant les listes socialistes de Mélanie Boulanger (26,2 %), celles du RN de Nicolas Bay (19,5 %) et de la majorité présidentielle menées par Laurent Bonnaterre (10,0 %).

### Vie privée
Il a quatre enfants, deux filles et deux garçons,. Passionné de chevaux, il élève des pur-sang dans son haras de l'Eure. En 2014, il a publié Lettre à Alma, écrit lorsque sa compagne était enceinte de son quatrième enfant.

### Soupçons de détournement de fonds publics
En 2022, une enquête pour prise illégale d’intérêts est ouverte concernant les raisons pour lesquelles des membres de la famille d'Hervé Morin bénéficient depuis vingt ans des loyers élevés versés par ce centre d’accueil pour adultes handicapés le foyer du Grand Lieu, fonctionnant sur financements publics,.
En décembre 2023, un rapport de la Chambre régionale des comptes (CRC) note que la région rembourse au président ses « frais de représentation », composés « quasi exclusivement de frais de repas », pour un montant total de « 6 000 euros par an ». Le contrôle de la CRC ne met pas en évidence des dépense « manifestement dépourvue de tout lien avec l'intérêt régional », mais elle « confirme le caractère illégal et peu transparent de ces dépenses, auxquelles il convient de mettre un terme ». Hervé Morin annonce le 18 décembre « mettre fin au remboursement de ses frais de représentation ». La totalité des frais de représentation s’élèvent à plus de 81 000 euros.

## Détail des mandats et fonctions

### Fonctions gouvernementales
- 18 mai 2007 - 13 novembre 2010 : ministre de la Défense dans les gouvernements Fillon I et Fillon II

### Mandats nationaux
- 29 novembre 1998 - 18 juin 2002 : député de la 3e circonscription de l'Eure, à la suite de la démission de Ladislas Poniatowski, devenu sénateur
- 19 juin 2002 - 19 juin 2007 : député (réélu le 16 juin 2002 avec 61,8 % des suffrages)
- 20 juin - 19 juillet 2007 : député (réélu le 10 juin 2007 avec 50 % des suffrages au premier tour ; cède son siège à Marc Vampa, son suppléant, lors de son entrée au gouvernement)
- 14 décembre 2010-20 juillet 2016 : député de la 3e circonscription de l'Eure, il retrouve son siège un mois après son départ du gouvernement où il est réélu aux élections législatives de 2012

### Mandats locaux
- Du 25 juin 1996 au 18 mai 2016 : maire d'Épaignes
- Du 20 mars 1989 au 18 juin 1995 et depuis le 18 mai 2016 : conseiller municipal d'Épaignes
- Du 30 mars 1992 au 28 mars 2004 : conseiller général de l'Eure
- Du 23 mars 1998 au 28 mars 2004 : conseiller général de l'Eure
- 2004-2010 : conseiller régional de Haute-Normandie
- 20 mars 2011 - 25 avril 2014 : conseiller général de l'Eure (élu dans le canton de Cormeilles), remplacé après sa démission par sa suppléante Claude Hamon
- Président de la communauté de communes du canton de Cormeilles puis de la Communauté de communes Lieuvin Pays d'Auge
- Depuis le 4 janvier 2016 : président du conseil régional de Normandie

### Fonctions politiques
- 1999-2007 : secrétaire national, puis vice-président exécutif de l'UDF
- depuis 2008 : président-fondateur du Nouveau Centre
- En 2011 : coprésident de l’Alliance républicaine, écologiste et sociale
- En 2012 : cofondateur et président du conseil national de l'UDI.
- En 2016 : administrateur de la Banque publique d'investissement (représentant des régions)[56].
- 2017-2019: président des Régions de France

## Publications
- Arrêtez de mépriser les Français ! : Pour une société de la reconnaissance, Paris, Flammarion, 2011 (ISBN 978-2-08-124538-9)
- Lettre à Alma sur l'état du monde qui l'attend, Paris, Éditions Albin Michel, 2014
- Je viens d'ici. Normandie, Rouen, Les Éditions des falaises, 2019